# Marathoninterview
Het Marathoninterview is een radioprogramma van de VPRO dat bestaat uit een interview van enkele uren (aanvankelijk meestal vijf, later drie). De uitzendingen vinden plaats in vakantietijd: de zomervakantie en de kerstvakantie. Het eerste Marathoninterview werd uitgezonden op 4 juli 1986. De uitzendingen zijn allemaal op cassette en/of cd uitgebracht door de VPRO. Een aantal is ook als podcast te beluisteren via de VPRO-website en verschillende podcastplatforms en -apps.
| datum                                         | interviewer                                   | gast                                          | beroep gast                                                                      |
| 1986                                          | 1986                                          | 1986                                          | 1986                                                                             |
| --------------------------------------------- | --------------------------------------------- | --------------------------------------------- | -------------------------------------------------------------------------------- |
| 4 juli 1986                                   | John Jansen van Galen                         | Wilhelm Friedrich de Gaay Fortman             | rechtsgeleerde en politicus                                                      |
| 11 juli1986                                   | Henk van Hoorn                                | Molly Geertsema                               | politicus                                                                        |
| 15 juli 1986                                  | Johan Anthierens                              | Hugo Claus                                    | schrijver                                                                        |
| 25 juli 1986                                  | Rob Klaasman                                  | Isaäc Arend Diepenhorst                       | hoogleraar strafrecht                                                            |
| 1 augustus 1986                               | Ischa Meijer                                  | Henk Hofland                                  | journalist                                                                       |
| 8 augustus 1986                               | Aukje Holtrop                                 | Kees Fens                                     | literatuurcriticus, essayist en letterkundige                                    |
| 15 augustus 1986                              | Martin van Amerongen                          | Karel van het Reve                            | slavist, hoogleraar, letterkundige, vertaler, essayist, schrijver en columnist   |
| 22 augustus 1986                              | Ischa Meijer                                  | Freek de Jonge                                | cabaretier                                                                       |
| 29 augustus 1986                              | Jan Haasbroek                                 | Joop van der Reijden                          | politicus                                                                        |
| 19 december 1986                              | Ronald van den Boogaard                       | Jan Wolkers                                   | schrijver, beeldhouwer en schilder.                                              |
| 26 december 1986                              | Peter Flik                                    | Johnny van Doorn                              | schrijver, dichter en voordrachtskunstenaar.                                     |
| 1987                                          |                                               |                                               |                                                                                  |
| 25 december 1987                              | Ischa Meijer                                  | Jan Joris Lamers                              | toneelspeler, toneelregisseur, scenograaf, graficus                              |
| 1988                                          |                                               |                                               |                                                                                  |
| 1 januari 1988                                | John Jansen van Galen                         | Wim Thomassen                                 | bestuurder                                                                       |
| 1989                                          |                                               |                                               |                                                                                  |
| 7 juli 1989                                   | Henk van Hoorn                                | Hans van Mierlo                               | politicus                                                                        |
| 14 juli 1989                                  | Ronald van den Boogaard                       | Ina Müller-van Ast                            | politica                                                                         |
| 21 juli 1989                                  | John Jansen van Galen                         | Rudi Kross                                    | journalist en schrijver                                                          |
| 28 juli 1989                                  | Djoeke Veeninga                               | Albert Helman                                 | schrijver, politicus                                                             |
| 4 augustus 1989                               | Harmke Pijpers                                | Lea Dasberg                                   | historisch pedagoge                                                              |
| 11 augustus 1989                              | Hans Simonse                                  | Bert ter Schegget                             | theoloog, predikant en (kerkelijk) hoogleraar christelijke ethiek                |
| 18 augustus 1989                              | Jan Haasbroek                                 | Hans Achterhuis                               | hoogleraar filosofie                                                             |
| 25 augustus 1989                              | Lida Iburg                                    | Hans Galjaard                                 | hoogleraar humane genetica                                                       |
| 1990                                          |                                               |                                               |                                                                                  |
| 13 juli1990                                   | Ronald van den Boogaard                       | Gerrit Abram Wagner                           | (oud) president-directeur Shell                                                  |
| 20 juli 1990                                  | Chris Kijne                                   | Jan Blokker                                   | journalist, columnist, schrijver, publicist                                      |
| 27 juli 1990                                  | Hans Simonse                                  | Jan Leijten                                   | rechtsgeleerde, advocaat-generaal bij de Hoge Raad auteur                        |
| 3 augustus 1990                               | Frénk van der Linden                          | Wout Woltz                                    | journalist hoofdredacteur NRC Handelsblad                                        |
| 10 augustus 1990                              | Wim Noordhoek                                 | Louis Th. Lehmann                             | dichter en scheepsarcheoloog                                                     |
| 17 augustus 1990                              | John Jansen van Galen                         | Jan Siebelink                                 | schrijver                                                                        |
| 24 augustus 1990                              | Jan Haasbroek                                 | Rijk de Gooyer                                | acteur, komiek, zanger, schrijver en columnist                                   |
| 31 augustus 1990                              | Felix Rottenberg                              | Jan Vrijman                                   | journalist, cineast en columnist                                                 |
| 28 december 1990                              | Geert Mak                                     | Bram de Swaan                                 | socioloog                                                                        |
| 1991                                          |                                               |                                               |                                                                                  |
| 5 juli 1991                                   | Ton van der Graaf                             | Bessel Kok                                    | bestuurder                                                                       |
| 19 juli 1991                                  | Michal Citroen                                | André Spoor                                   | journalist, hoofdredacteur NRC Handelsblad                                       |
| 2 augustus 1991                               | Lida Iburg                                    | Wijnie Jabaaij                                | politica                                                                         |
| 9 augustus 1991                               | Jan Donkers                                   | Remco Campert                                 | dichter, schrijver en columnist                                                  |
| 20 december 1991                              | Djoeke Veeninga                               | Martin Šimek                                  | tenniscoach, radio- en televisiepresentator, cartoonist en columnist             |
| 27 december 1991                              | Frénk van der Linden                          | Louis Tobback                                 | politicus                                                                        |
| 1992                                          |                                               |                                               |                                                                                  |
| 3 januari 1992                                | Ger Jochems                                   | G.B.J. Hiltermann                             | journalist, politiek commentator, uitgever en historicus                         |
| 3 juli 1992                                   | Karen de Bok                                  | Huib Drion                                    | rechtsgeleerde, essayist                                                         |
| 10 juli 1992                                  | Ronald van den Boogaard                       | Ward Ruyslinck                                | schrijver                                                                        |
| 17 juli 1992                                  | Chris Kijne                                   | Jan Montyn                                    | kunstenaar                                                                       |
| 24 juli 1992                                  | Hans Simonse                                  | Jan Pronk                                     | politicus                                                                        |
| 31 juli 1992                                  | Ger Jochems                                   | Herman Bianchi                                | criminoloog                                                                      |
| 11 september 1992                             | Max Pam                                       | Frits Staal                                   | filosoof en taalkundige                                                          |
| 1993                                          |                                               |                                               |                                                                                  |
| 6 augustus 1993                               | Ger Jochems                                   | Harry Kuitert                                 | theoloog en ethicus                                                              |
| 13 augustus 1993                              | Ronald van den Boogaard                       | Arie Kleijwegt                                | journalist, presentator                                                          |
| 20 augustus 1993                              | Karen de Bok                                  | Hella Haasse                                  | schrijfster                                                                      |
| 27 augustus 1993                              | Anton de Goede                                | Heere Heeresma                                | schrijver                                                                        |
| 1994                                          |                                               |                                               |                                                                                  |
| 29 juli 1994                                  | Harmke Pijpers                                | Ileane Melitta                                | mezzosopraan, tekstschrijfster en zanglerares                                    |
| 5 augustus 1994                               | Jan Haasbroek                                 | Liesbeth Koenen                               | taalkundige                                                                      |
| 12 augustus 1994                              | Max van Weezel                                | Max Arian                                     | journalist                                                                       |
| 19 augustus 1994                              | Hugo Camps                                    | Martin Ros                                    | uitgever, redacteur, boekenrecensent, radiopresentator, schrijver en publicist   |
| 26 augustus 1994                              | Hans Simonse                                  | Koos Andriessen                               | politicus                                                                        |
| 1995                                          |                                               |                                               |                                                                                  |
| 14 juli 1995                                  | Joop van Tijn                                 | Winnie Sorgdrager                             | politica                                                                         |
| 21 juli 1995                                  | Jan Haasbroek                                 | Lisette Lewin                                 | journaliste, schrijfster                                                         |
| 28 juli 1995                                  | Rudi Boon                                     | Nicolaas Matsier                              | schrijver                                                                        |
| 4 augustus 1995                               | Chris Kijne                                   | Jean-Paul Franssens                           | schrijver, schilder                                                              |
| 18 augustus 1995                              | Ronald van den Boogaard                       | Poncke Princen                                | vrijheidsstrijder                                                                |
| 1996                                          |                                               |                                               |                                                                                  |
| 5 juli 1996                                   | Anton de Goede                                | Joop Doorman                                  | wetenschapsfilosoof, emeritus hoogleraar ethiek                                  |
| 12 juli 1996                                  | Ronald van den Boogaard                       | Jaap van de Scheur                            | vakbondsman, voorzitter van de AbvaKabo                                          |
| 19 juli 1996                                  | Hans Simonse                                  | René Smit                                     | politicus                                                                        |
| 26 juli 1996                                  | Ger Jochems                                   | Mom Wellenstein                               | topambtenaar en verzetsstrijder                                                  |
| 2 augustus 1996                               | Sarah Verroen                                 | Jeroen Brouwers                               | schrijver                                                                        |
| 9 augustus 1996                               | Djoeke Veeninga                               | Kristien Hemmerechts                          | schrijfster                                                                      |
| 16 augustus1996                               | Compilatie van de uitzending van 28 juli 1989 | Compilatie van de uitzending van 28 juli 1989 | Compilatie van de uitzending van 28 juli 1989                                    |
| 23 augustus 1996                              | Gerard Legebeke                               | Thijs Wöltgens                                | politicus                                                                        |
| 30 augustus 1996                              | Chris Kijne                                   | Louis Tas                                     | psychiater                                                                       |
| 27 december 1996                              | Anton de Goede                                | Jan Eijkelboom                                | schrijver, dichter, journalist en vertaler                                       |
| 1997                                          |                                               |                                               |                                                                                  |
| 3 januari 1997                                | Arend Jan Heerma van Voss                     | Rutger Kopland                                | dichter, psychiater                                                              |
| 4 juli 1997                                   |                                               |                                               | Herhaling van 31 augustus 1990                                                   |
| 11 juli 1997                                  | Djoeke Veeninga                               | Josine Junger Tas                             | criminologe                                                                      |
| 18 juli 1997                                  | Fons Dellen                                   | Bart Chabot                                   | schrijver                                                                        |
| 25 juli 1997                                  | Jacqueline Maris                              | Willem den Ouden                              | tekenaar en schilder                                                             |
| 1 augustus 1997                               | Anton de Goede                                | Johan van de Walle                            | journalist                                                                       |
| 8 augustus 1997                               | Ronald van den Boogaard                       | Ger Harmsen                                   | filosoof, historicus                                                             |
| 15 augustus 1997                              | Arend Jan Heerma van Voss                     | Erik Jurgens                                  | politicus, bestuurder                                                            |
| 22 augustus 1997                              | Ger Jochems                                   | Vincent Icke                                  | hoogleraar theoretische sterrenkunde                                             |
| 29 augustus 1997                              | Chris Kijne                                   | Frits Müller                                  | cartoonist                                                                       |
| 26 december 1997                              | Chris Kijne                                   | Pater van Kilsdonk                            | priester                                                                         |
| 26 december ?? 1997                           | Stan van Houcke                               | Theun de Winter                               | schrijver                                                                        |
| 1998                                          |                                               |                                               |                                                                                  |
| 2 januari 1998                                | Ger Jochems                                   | Hilda Verwey-Jonker                           | sociologe en politica                                                            |
| 7 augustus 1998                               | Gerard van Westerloo                          | André Haakmat                                 | politicus en advocaat                                                            |
| 14 augustus 1998                              | Irene Houthuijs                               | Isaac Lipschits                               | politicoloog en geschiedkundige                                                  |
| 21 augustus 1998                              | Sarah Verroen                                 | Cisca Dresselhuys                             | journaliste en hoofdredactrice van Opzij                                         |
| 28 augustus 1998                              | Arend Jan Heerma van Voss                     | Andries van Dantzig                           | psychiater                                                                       |
| 1 september 1998                              | Anton IJdo                                    | Wouter van Dieren                             | journalist, sociaal psycholoog, ondernemer en milieubeschermer                   |
| 25 december 1998                              | Djoeke Veeninga                               | Ernst van de Wetering                         | kunsthistoricus                                                                  |
| 1999                                          |                                               |                                               |                                                                                  |
| 9 juli 1999                                   | Djoeke Veeninga                               | Frank Martinus Arion                          | schrijver, dichter en taalwetenschapper.                                         |
| 16 juli 1999                                  | Arend Jan Heerma van Voss                     | Jeltje van Nieuwenhoven                       | politica                                                                         |
| 23 juli 1999                                  | Wim Brands                                    | Rudi Fuchs                                    | kunsthistoricus en directeur van het Stedelijk Museum in Amsterdam               |
| 30 juli 1999                                  | Anton de Goede                                | August Willemsen                              | schrijver, vertaler                                                              |
| 24 december 1999                              | Ger Jochems                                   | Sweder van Wijnbergen                         | econoom                                                                          |
| 31 december 1999                              | Arend Jan Heerma van Voss                     | Nico Frijda                                   | psycholoog                                                                       |
| 2000                                          |                                               |                                               |                                                                                  |
| 7 juli 2000                                   | Arend Jan Heerma van Voss                     | Anton Zijderveld                              | socioloog, filosoof en partijideoloog van het Christen-Democratisch Appèl (CDA)  |
| 14 juli 2000                                  | Ger Jochems                                   | Lodewijk de Waal                              | vakbondsbestuurder                                                               |
| 21 juli 2000                                  | Jan Donkers                                   | Rudolf Bakker                                 | schrijver                                                                        |
| 28 juli 2000                                  | Anton de Goede                                | Elly de Waard                                 | dichteres, vertaalster, recensent en popcriticus                                 |
| 29 december 2000                              | Arend Jan Heerma van Voss                     | Job Cohen                                     | politicus en bestuurder                                                          |
| 2001                                          |                                               |                                               |                                                                                  |
| 6 juli 2001                                   | Arend Jan Heerma van Voss                     | Bram Peper                                    | politicus en bestuurder                                                          |
| 13 juli 2001                                  | Geert Mak                                     | Theun de Vries                                | schrijver                                                                        |
| 20 juli 2001                                  | Ger Jochems                                   | Ad Geelhoed                                   | topambtenaar en Advocaat Generaal aan het Europese Hof van Justitie in Luxemburg |
| 27 juli 2001                                  | Katrien de Klein                              | Bénédicte Ficq                                | advocaat                                                                         |
| 3 augustus 2001                               | Djoeke Veeninga                               | Paul de Leeuw                                 | televisiepresentator, komiek, cabaretier, programmamaker, acteur en zanger       |
| 10 augustus 2001                              | Aukje Holtrop                                 | Helga Ruebsamen                               | schrijfster                                                                      |
| 28 december 2001                              | Hans Simonse                                  | Herman Wijffels                               | econoom, voorzitter van de Sociaal Economische Raad                              |
| 2002                                          |                                               |                                               |                                                                                  |
| 4 januari 2002                                | Arend Jan Heerma van Voss                     | Douwe Draaisma                                | psycholoog                                                                       |
| 5 juli 2002                                   | Aukje Holtrop                                 | Willem Albert Wagenaar                        | psycholoog                                                                       |
| 12 juli 2002                                  | Ger Jochems                                   | Henk Vonhoff                                  | politicus                                                                        |
| 19 juli 2002                                  | Elles de Bruin                                | Afshin Ellian                                 | rechtsgeleerde, filosoof en dichter                                              |
| 26 juli 2002                                  | Rik Delhaas                                   | Carl Niehaus                                  | Zuid-Afrikaans politicus, ambassadeur                                            |
| 2 augustus 2002                               | Hanneke Groenteman                            | Charlotte Mutsaers                            | schrijfster, essayiste en kunstschilderes                                        |
| 30 augustus 2002                              | Arend Jan Heerma van Voss                     | Ad Melkert                                    | politicus                                                                        |
| 27 december 2002                              | Chris Kijne                                   | Derk Sauer                                    | ondernemer en uitgever                                                           |
| 2003                                          |                                               |                                               |                                                                                  |
| 3 januari 2003                                | Arend Jan Heerma van Voss                     | Wim Kok                                       | politicus                                                                        |
| 4 juli 2003                                   | Anton de Goede                                | Hanny Michaelis                               | dichteres en vertaalster.                                                        |
| 11 juli 2003                                  | Chris Kijne                                   | Peter Vos                                     | tekenaar, graficus en illustrator                                                |
| 18 juli 2003                                  | Rob van Hattum                                | Jan van Hooff                                 | primatoloog                                                                      |
| 25 juli 2003                                  | Rik Delhaas                                   | Mient Jan Faber                               | secretaris van het IKV                                                           |
| 1 augustus 2003                               | Irene Houthuijs                               | Anita Beatrix Leeser-Gassan                   | advocaat en procureur, rechter en vice-president van de rechtbank Amsterdam      |
| 26 december 2003                              | Djoeke Veeninga                               | Ayaan Hirsi Ali                               | politica                                                                         |
| 2004                                          |                                               |                                               |                                                                                  |
| 2 januari 2004                                | Arend Jan Heerma van Voss                     | Kees van Kooten en Wim de Bie                 | cabaretiers en schrijvers                                                        |
| 2 juli 2004                                   | Aukje Holtrop                                 | Nelleke Noordervliet                          | schrijfster                                                                      |
| 9 juli 2004                                   | Arend Jan Heerma van Voss                     | Hans Dijkstal                                 | politicus                                                                        |
| 16 juli 2004                                  | Djoeke Veeninga                               | Ian Buruma                                    | sinoloog, japanoloog, journalist en publicist                                    |
| 23 juli 2004                                  | Chris Kijne                                   | Max Kohnstamm                                 | historicus, diplomaat                                                            |
| 30 juli 2004                                  | Elles de Bruin                                | Riek Bakker                                   | stedenbouwkundige                                                                |
| 21 december 2004                              | Elles de Bruin                                | Ahmed Aboutaleb                               | politicus, bestuurder                                                            |
| 31 december 2004                              | Aukje Holtrop                                 | Piet Hein Donner                              | politicus                                                                        |
| 2005                                          |                                               |                                               |                                                                                  |
| 1 juli 2005                                   | Elles de Bruin                                | Marcel van Dam                                | politicus, bestuurder                                                            |
| 5 juli 2005                                   | Arend Jan Heerma van Voss                     | Hans Boutellier                               | directeur Verwey-Jonker Instituut                                                |
| 15 juli 2005                                  | Jan Donkers                                   | Guus Hiddink                                  | voetbaltrainer                                                                   |
| 22 juli 2005                                  | Djoeke Veeninga                               | Hannah Belliot                                | politica , wethouder van de gemeente Amsterdam                                   |
| 29 juli 2005                                  | Wim Brands                                    | Thomas Rosenboom                              | schrijver                                                                        |
| 23 december 2005                              | Arend Jan Heerma van Voss                     | Dorien Pessers                                | juriste en columniste                                                            |
| 30 december 2005                              | Hans Simonse                                  | Herre Kingma                                  | arts en Inspecteur-generaal Inspectie voor de Gezondheidszorg (IGZ)              |
| 2006                                          |                                               |                                               |                                                                                  |
| 7 juli 2006                                   | Wim Brands                                    | K. Schippers                                  | schrijver                                                                        |
| 11 juli 2006                                  | Hans Simonse                                  | Maurice de Hond                               | opiniepeiler en ondernemer                                                       |
| 14 juli 2006                                  | Djoeke Veeninga                               | Gerard Spong                                  | advocaat                                                                         |
| 21 juli 2006                                  | Chris Kijne                                   | Bettine Vriesekoop                            | tafeltennisster, correspondent, schrijfster                                      |
| 28 juli 2006                                  | Ger Jochems                                   | Piet Borst                                    | arts-biochemicus, moleculair bioloog, en kankeronderzoeker                       |
| 26 december 2006                              | Kees van den Bosch                            | Pieter Winsemius                              | bedrijfskundige, publicist en politicus                                          |
| 29 december 2006                              | Djoeke Veeninga                               | Sonja Barend                                  | televisiepresentatrice                                                           |
| 2007                                          |                                               |                                               |                                                                                  |
| 2 januari 2007                                | Aukje Holtrop                                 | Maarten 't Hart                               | schrijver en bioloog                                                             |
| 6 juli 2007                                   | Wim Brands                                    | Connie Palmen                                 | schrijfster en filosofe                                                          |
| 13 juli 2007                                  | Ger Jochems                                   | Jozias van Aartsen                            | politicus                                                                        |
| 20 juli 2007                                  | Arend Jan Heerma van Voss                     | J.A.A. van Doorn                              | socioloog, publicist, columnist                                                  |
| 27 juli 2007                                  | Djoeke Veeninga                               | Lieve Joris                                   | schrijfster                                                                      |
| 3 augustus 2007                               | Rik Delhaas                                   | Eugène Sutorius                               | advocaat en hoogleraar Strafrechtwetenschap                                      |
| 25 december 2007                              | Ger Jochems                                   | Marita Mathijsen                              | hoogleraar moderne Nederlandse letterkunde                                       |
| 28 december 2007                              | Chris Kijne                                   | Ruud Lubbers                                  | politicus                                                                        |
| 2008                                          |                                               |                                               |                                                                                  |
| 1 januari 2008                                | Djoeke Veeninga                               | Maarten van Rossem                            | historicus en 'aanschuifdeskundige'                                              |
| 4 januari 2008                                | Rik Delhaas                                   | Bertus Hendriks                               | journalist                                                                       |
| 4 juli 2008                                   | Aukje Holtrop                                 | Agnes Jongerius                               | voorzitter van de FNV                                                            |
| 11 juli 2008                                  | Pieter van der Wielen                         | Marjolijn Februari                            | filosoof, schrijver en columnist                                                 |
| 18 juli 2008                                  | Ger Jochems                                   | Marte Röling                                  | kunstenares en actrice                                                           |
| 25 juli 2008                                  | Kees van den Bosch                            | Agnes Kant                                    | politica                                                                         |
| 1 augustus 2008                               | Rob van Hattum                                | Louise Fresco                                 | wetenschapper, bestuurder en schrijfster                                         |
| 8 augustus 2008                               | Djoeke Veeninga                               | Lulu Wang                                     | schrijfster                                                                      |
| 25 december 2008                              | Olaf Oudheusden                               | Johannes van Dam                              | culinair journalist                                                              |
| 26 december 2008                              | Djoeke Veeninga                               | Arthur Japin                                  | schrijver                                                                        |
| 29 december 2008                              | Ger Jochems                                   | Dick Berlijn                                  | commandant der Strijdkrachten                                                    |
| 30 december 2008                              | Max van Weezel                                | Ella Vogelaar                                 | politica                                                                         |
| 31 december 2008                              | Rik Delhaas                                   | James Kennedy                                 | hoogleraar geschiedenis                                                          |
| 2010                                          |                                               |                                               |                                                                                  |
| 4 juli 2010                                   | Wim Brands                                    | Oek de Jong                                   | schrijver                                                                        |
| 5 juli 2010                                   | Djoeke Veeninga                               | Paul Schnabel                                 | socioloog , directeur van het Sociaal en Cultureel Planbureau (SCP)              |
| 6 juli 2010                                   | Jeroen van Kan                                | Hedy d'Ancona                                 | sociologe, sociaal geografe, politica                                            |
| 7 juli 2010                                   | Anton de Goede                                | Ger van Elk                                   | beeldend kunstenaar                                                              |
| 8 juli 2010                                   | Lotje IJzermans                               | Michiel van Erp                               | regisseur                                                                        |
| 24 december 2010                              | Wim Brands                                    | A.L. Snijders                                 | schrijver                                                                        |
| 25 december 2010                              | Jos Palm                                      | Piet de Rooy                                  | hoogleraar Nederlandse geschiedenis                                              |
| 26 december 2010                              | Rik Delhaas                                   | Tijs Goldschmidt                              | schrijver en evolutiebioloog                                                     |
| 27 december 2010                              | Djoeke Veeninga                               | Bas Heijne                                    | schrijver                                                                        |
| 28 december 2010                              | Pieter van der Wielen                         | Francine Houben                               | architect.                                                                       |
| 29 december 2010                              | Djoeke Veeninga                               | Guy Verhofstadt                               | Vlaams Politicus                                                                 |
| 2011                                          |                                               |                                               |                                                                                  |
| 24 december 2011                              | Irene Houthuijs                               | Lodewijk Asscher                              | politicus                                                                        |
| 25 december 2011                              | Stephan Sanders                               | Jeroen Willems                                | acteur                                                                           |
| 26 december 2011                              | Anton de Goede                                | Meindert Fennema                              | politicoloog en hoogleraar politieke theorie                                     |
| 27 december 2011                              | Clairy Polak                                  | Saskia Stuiveling                             | president Algemene Rekenkamer                                                    |
| 28 december 2011                              | Wim Brands                                    | Maaike Meijer                                 | hoogleraar genderstudies, directeur van het Centrum voor Gender en Diversiteit   |
| 29 december 2011                              | Djoeke Veeninga                               | Nikolaos van Dam                              | historicus en Nederlands diplomaat                                               |
| 2012                                          |                                               |                                               |                                                                                  |
| 25 december 2012                              | Anton de Goede                                | Johan Goudsblom                               | socioloog                                                                        |
| 26 december 2012                              | Djoeke Veeninga                               | David van Reybrouck                           | Belgisch cultuurhistoricus, archeoloog en schrijver                              |
| 27 december 2012                              | Maarten Westerveen                            | P.F. Thomese                                  | schrijver                                                                        |
| 28 december 2012                              | Hans Simonse                                  | Corine de Ruiter                              | forensisch psycholoog                                                            |
| 29 december 2012                              | Chris Kijne                                   | Judith Herzberg                               | dichteres en toneelschrijfster                                                   |
| 30 december 2012                              | Ellen van Dalen                               | Frans Timmermans                              | politicus                                                                        |
| 2013                                          |                                               |                                               |                                                                                  |
| 8 augustus 2013                               | Aukje Holtrop                                 | Maarten 't Hart                               | herhaling van 2 januari 2007 en terugblik                                        |
| 15 augustus 2013                              | Djoeke Veeninga                               | Ian Buruma                                    | herhaling van 16 juli 2004 en terugblik                                          |
| 24 december 2013                              | Max van Weezel                                | Alexander Pechtold                            | politicus                                                                        |
| 25 december 2013                              | Mathijs Deen                                  | Tomas Ross                                    | schrijver                                                                        |
| 26 december 2013                              | Djoeke Veeninga                               | Joke van Leeuwen                              | schrijfster, dichter, illustrator en cabaretière                                 |
| 27 december 2013                              | Stephan Sanders                               | Tinkebell                                     | beeldend kunstenaar                                                              |
| 28 december 2013                              | Djoeke Veeninga                               | Carolien Roelants                             | journaliste                                                                      |
| 29 december 2013                              | Ellen van Dalen                               | Coen Teulings                                 | econoom en directeur van het Centraal Planbureau                                 |
| 2014                                          |                                               |                                               |                                                                                  |
| 24 december 2014                              | Chris Kijne                                   | Jan Brokken                                   | schrijver                                                                        |
| 25 december 2014                              | Tessel Blok                                   | Alexander Münninghoff                         | journalist                                                                       |
| 26 december 2014                              | Pieter van der Wielen                         | Noraly Beyer                                  | redactrice en presentatrice                                                      |
| 27 december 2014                              | Coen Verbraak                                 | Jan Swinkels                                  | psychiater en bijzonder hoogleraar Richtlijnontwikkeling in de Gezondheidszorg   |
| 28 december 2014                              | Bram Vermeulen                                | Robbert van Lanschot                          | journalist en schrijver                                                          |
| 2015                                          |                                               |                                               |                                                                                  |
| 24 december 2015                              | Jelle Brandt Corstius                         | Max Welling                                   | hoogleraar Machine learning                                                      |
| 25 december 2015                              | Ester Naomi Perquin                           | Judit Neurink                                 | journalist                                                                       |
| 26 december 2015                              | Coen Verbraak                                 | Frans Bauduin                                 | strafrechter                                                                     |
| 27 december 2015                              | Wim Brands                                    | A.F.Th. van der Heijden                       | schrijver                                                                        |
| 28 december 2015                              | Bram Vermeulen                                | Chris de Stoop                                | journalist en schrijver                                                          |
| 2016                                          |                                               |                                               |                                                                                  |
| 24 december 2016                              | Chris Kijne                                   | Kristofer Schipper                            | sinoloog en antropoloog                                                          |
| 25 december 2016                              | Clairy Polak                                  | Gloria Wekker                                 | cultureel antropoloog                                                            |
| 26 december 2016                              | Bram Vermeulen                                | Tom Lanoye                                    | schrijver                                                                        |
| 27 december 2016                              | Marcia Luyten                                 | Frans Weisz                                   | regisseur                                                                        |
| 2017                                          |                                               |                                               |                                                                                  |
| 24 december 2017                              | Tom Klaassen                                  | Jolande Withuis                               | socioloog, historicus en schrijver                                               |
| 25 december 2017                              | Atze de Vrieze                                | Geert Buelens                                 | dichter, essayist, columnist en hoogleraar Moderne Nederlandse Letterkunde       |
| 26 december 2017                              | Carolina Lo Galbo                             | Cees Nooteboom                                | schrijver                                                                        |
| 2018                                          |                                               |                                               |                                                                                  |
| 23 december 2018                              | Atze de Vrieze                                | Arthur van Amerongen                          | schrijver, journalist, publicist, columnist                                      |
| 26 december 2018                              | Hans Simonse                                  | Max van Weezel                                | journalist, politicoloog, politiek commentator                                   |
| 30 december 2018                              | Carolina Lo Galbo                             | Arnon Grunberg                                | schrijver                                                                        |
| 2019                                          |                                               |                                               |                                                                                  |
| 1 januari 2019                                | Tessel Blok                                   | Kathleen Ferrier                              | politica                                                                         |
| 23 december 2019                              | Pieter van der Wielen                         | Roxane van Iperen                             | jurist en publicist                                                              |
| 24 december 2019                              | Julie Blussé                                  | Roger Cox                                     | advocaat                                                                         |
| 25 december 2019                              | Atze de Vrieze                                | Femke Halsema                                 | politicus, burgemeester                                                          |
| 2020                                          |                                               |                                               |                                                                                  |
| 4 juli 2020                                   | Sophie Derkzen                                | Boris Dittrich                                | politicus                                                                        |
| 11 juli 2020                                  | Lotje IJzermans                               | Karin Amatmoekrim                             | schrijver                                                                        |
| 18 juli 2020                                  | Floortje Smit                                 | Midas Dekkers                                 | bioloog                                                                          |
| 25 juli 2020                                  | Liesbeth Staats                               | Ineke Sluiter                                 | hoogleraar Grieks                                                                |
| 24 december 2020                              | Sophie Derkzen                                | Linda Polman                                  | schrijver                                                                        |
| 30 december 2020                              | Eric Arends                                   | Pieter Omtzigt                                | politicus                                                                        |
| laatste week december 2020 alleen als podcast | Clarice Gargard                               | Tofik Dibi                                    | schrijver en politicus                                                           |
| 2021                                          |                                               |                                               |                                                                                  |
| 2 januari 2021                                | Atze de Vrieze                                | Kees de Koning                                | ondernemer                                                                       |
| 24 juli 2021                                  | Eva Koreman                                   | Manon Uphoff                                  | schrijver                                                                        |
| 31 juli 2021                                  | Ruth Joos                                     | Raymond van het Groenewoud                    | zanger                                                                           |
| 7 augustus 2021                               | Lotje IJzermans                               | Kaweh Modiri                                  | filmmaker                                                                        |
| 25 december 2021                              | Sophie Derkzen                                | Mathieu Segers                                | hoogleraar Hedendaagse Europese Geschiedenis                                     |
| 2022                                          |                                               |                                               |                                                                                  |
| 1 januari 2022                                | Leonard Ornstein                              | Jesse Klaver                                  | politicus                                                                        |
| 25 juni 2022                                  | Nina Jurna                                    | Astrid Roemer                                 | schrijver                                                                        |
| 24 december 2022                              | Maaike Schoon                                 | Tim 'S Jongers                                | politicoloog, bestuurskundige en publicist                                       |
| 25 december 2022                              | Eva Koreman                                   | Sylvana Simons                                | politicus                                                                        |
| 2023                                          |                                               |                                               |                                                                                  |
| 1 januari 2023                                | Andrew Makkinga                               | Joris Luyendijk                               | journalist, schrijver en antropoloog                                             |
| 22 jul 2023                                   | Sophie Derkzen                                | Amade M’charek                                | antropoloog                                                                      |
| 27 juli 2023                                  | Tim de Wit                                    | Rob de Wijk                                   | historicus                                                                       |
| 5 augustus 2023                               | Sagid Carter                                  | Brian Elstak                                  | beeldend kunstenaar en illustrator                                               |